# Старанцано
Старанца̀но (на италиански: Staranzano, на местен диалект Staranzàn, Старанцан) е град и община в североизточна Италия, провинция Гориция, автономен регион Фриули-Венеция Джулия. Разположен е на 7 m надморска височина. Населението на общината е 7295 души (към 2011 г.).